# Santuario di Supina
Il santuario di Supina, dedicato alla Vergine Annunciata, è un esempio di architettura religiosa  tardo quattrocentesca eretta sul terreno della contrada di Supina, località del comune di Toscolano Maderno, paese del bresciano affacciato sul lago di Garda.

## Etimologia
Il nome dell'architettura deriva da quello del terreno su cui fu costruita ma l'interpretazione etimologica dello stesso è stata oggetto di recente dibattito. Infatti,  supina deriva dal termine latino supina che significa "inclinata in dolce pendio" ma può anche richiamare alla mente il significato del termine  supino dell'italiano moderno ovvero "sdraiato sulla schiena". La prima interpretazione risulta essere la più accreditata visto l'ubicazione della struttura e considerata la successiva conversione dell'edificio a luogo di devozione alla Vergine Annunciata rispetto alla data di costruzione; la seconda rispecchia l'esigenza di voler sottolineare l'importanza di un atteggiamento di penitenza che il voto alla Vergine richiede al fedele visitatore. Quest'ultima risulta tuttavia quella più ricordata dai fedeli che ancora vi si recano in pellegrinaggio.

## Ragioni geografiche dietro la costruzione
La contrada di Supina, nel territorio del comune di Toscolano Maderno, è situata a circa 800 metri dal livello del lago esattamente dove si incontrano il monte Castello e la piana delle Brede. Così come all'epoca della costruzione del santuario, le frazioni più vicine con chiese attive al culto e alla celebrazione sono quelle di Cabiana, nell'area di Gaino e di Cecina. La conformazione montagnosa della zona e la dislocazione dei vari paesi che da sempre caratterizza questi luoghi, hanno reso e rendono tuttora la tale contrada un punto strategico di incontro per i residenti di Cabiana, Cecina, Cervano e Palada. Sembra infatti che sia stata proprio per questa ragione che il comune di Toscolano sulla fine del XIV secolo ordinò la costruzione della chiesa.

## Storia

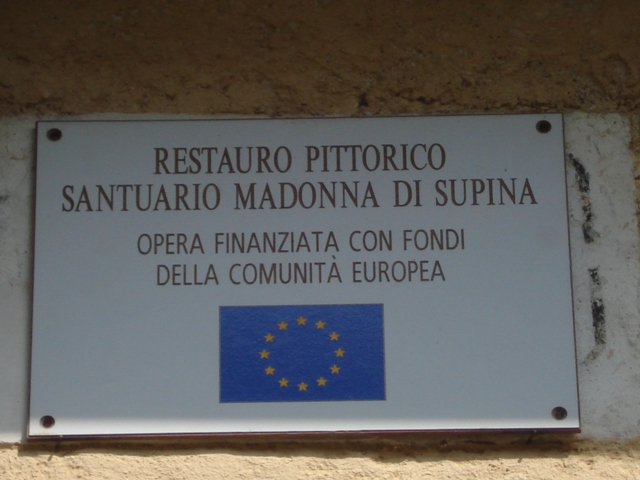
A testimonianza del supporto dato dalla Comunità Europea, lato ovest, casa degli eremiti

Non se ne conosce la data effettiva ma il nome della contrada compare per la prima volta in due trattati livellari risalenti al 1430. Si suppone quindi che in quell'anno il comune acquistò il terreno e successivamente fece costruire la chiesa, inizialmente quindi comunale e non di voto. Il cambiamento avvenne un secolo dopo, più precisamente intorno al 1567 o 1568 in attuazione di un voto emesso dal comune stesso durante un'epidemia di peste petecchiale che colpì la zona. A circa dieci anni più tardi risale la prima di una lunga serie di pellegrinaggi mensili che incominciarono a svolgersi da Toscolano a Supina ogni 25 del mese in memoria della festa dell'Annunciazione del 25 di marzo. Le processioni continuarono a questo ritmo fino alla fine del XVIII secolo, periodo nel quale da mensili diventarono annuali. Infatti la vita religiosa della chiesa fu alimentata a partire dal 1578 dal patrimonio della famiglia Sgrafignoli, ricchi commercianti della zona. Promotore di quest'iniziativa fu Battista Sgrafignoli fabbricante locale di carta che per devozione alla Vergine oltre a dar il via alla celebrazione quotidiana di una messa, dispose nel suo testamento che la cartiera di sua proprietà fosse venduta e che con parte del ricavato si incominciassero i lavori di ampliamento ed abbellimento della struttura. Con la restante parte si sarebbero dovute invece pagare le commissioni al sacerdote affinché le celebrazioni quotidiane continuassero. Il nipote Ippolito Sgrafignoli fu colui che nel 1583 diede effettivamente il via ai lavori che per i successivi due secoli forgiarono la struttura e l'aspetto della chiesa che si può tutt'oggi ammirare.

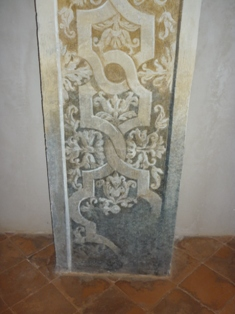
Particolare di uno degli archi separatori. Base di sinistra, primo arco entrando

Tra il 1686 ed il 1889 la struttura accolse anche eremiti che si alternarono nella sua custodia. Due di essi, Giovanni Battista Archetti (in servizio in questo luogo dal 1711 al 1754) e Giovanni Battista Calcinardi (dal 1770 al 1789) furono sepolti nella chiesa, come risulta dai registri comunali dell'epoca la cui copia si trova tutt'oggi conservata nella cosiddetta "casa degli eremiti" sovrastante la cappella di destra, oggi saletta museale.

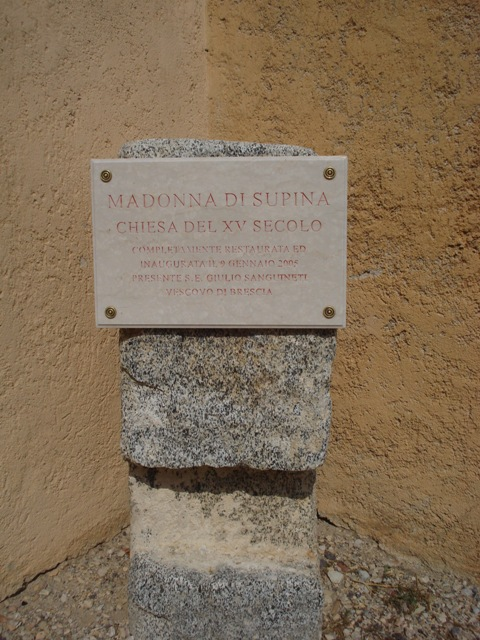
Stele commemorativa dell'ultimo restauro

Molte iniziative si ebbero nel 1836 a proseguire, quando per esempio, nello stesso anno, si diffuse il colera e gli abitanti di Toscolano videro nella forma abbastanza lieve del morbo un segno di protezione della Vergine. Inoltre la loro devozione continuò a mostrarsi in periodi di siccità per invocare la pioggia o in concomitanza di calamità. 
L'apporto dato dal capitale della famiglia Sgrafignoli fu così fondamentale e vitale al mantenimento della chiesa e delle sue ricchezze artistiche che, quando l'ultimo erede della famiglia scomparve nel 1815, seguito poi dall'usufruttuario Giacomo Andreoli e dal suo erede, conte Giuseppe Bernini, iniziò per la chiesa un periodo di decadenza.
Le intemperie e l'elevato tasso di umidità della zona resero necessari diversi interventi di manutenzione e restauro, primi dei quali si effettuarono intorno al 1836 anno dell'epidemia di colera. I due interventi principali riguardarono il pavimento, lavoro che comportò la copertura o la distruzione delle tombe dei due eremiti, oggi non più localizzabili, ed il rimaneggiamento dell'arco trionfale secondo gusti dell'epoca che comportò la scomparsa della decorazione originale. Il secondo più significativo restauro incominciò invece nel 1997 e terminò nel 2005. Su iniziativa dell'Associazione Amici del Santuario di Supina (A.A.S.S.) in collaborazione con il comune di Toscolano, da sempre proprietario della chiesa, ci si occupò del restauro del tetto e dei dipinti su tela. L'opera fu finanziata anche dalla Regione Lombardia e dall'Unione europea. Grazie all'opera di un benefattore e sempre ai fondi raccolti dall'A.A.S.S. nel 2009 e nel 2010 furono eseguiti gli ultimi due interventi che chiusero definitivamente il ciclo di lavori di recupero e valorizzazione dell'antico aspetto dell'oratorio. In particolare l'attenzione fu rivolta alla cappella di sinistra rispetto all'abside dedicata a Santa Lucia. Il risultato sembra infatti aver reso all'edificio l'antico splendore originario che in parte il primo restauro aveva rovinato.

## Struttura esterna

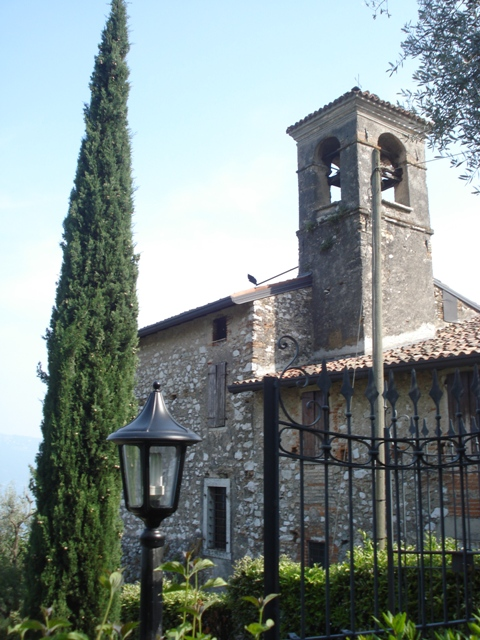
Campanile e casa degli eremiti

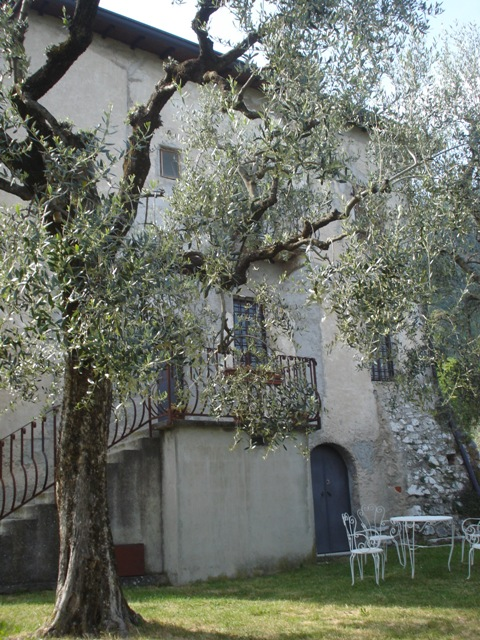
Sacrestia

L'oratorio di Supina si presenta dalla strada costiera del lago come una costruzione di colore giallo grigio, quasi un'abitazione, che si staglia a circa metà altezza del versante ovest del monte Castello, circondata da boschi, ulivi e rocce. Il campanile, costruito nel 1664, fiancheggia la struttura sul lato sinistro in corrispondenza dell'antico abside, unica parte della chiesa che risulta completamente rivolta verso oriente, caratteristica che rispecchia il rispetto della tradizione cattolica di orientare gli edifici di culto nella direzione in cui si trova il luogo della nascita di Cristo.
La struttura centrale è a pianta rettangolare e risulta essere delimitata a nord, in corrispondenza del lato destro dell'abside, dalla sacrestia (oggi stanza con volta a botte adibita all'allestimento del presepio durante le festività natalizie), che fu fatta costruire in attuazione di un decreto di San Carlo Borromeo nel 1581, e dalla casa degli eremiti (1664), in parte innalzata a lato della chiesa ed in parte sopra la sacrestia. Attorno all'abside si notano due rigonfiamenti dovuti alla presenza delle due cappelle laterali inserite sulla fine del XVI secolo (1583 c.a.).
L'orientamento generale dell'intera struttura segue quello del campanile, anche se la direzione dell'abside risulta essere leggermente più a sud rispetto allo stesso. Probabilmente la pendenza del terreno rese difficile un orientamento più preciso. Allo stesso modo comportò l'inserimento di una scalinata in corrispondenza dell'entrata principale, posta sulla facciata ovest della chiesa durante i lavori di prolungamento della struttura. Difatti la pianta originaria dell'oratorio non prevedeva né la sacrestia, né le cappelle laterali, né la casa degli eremiti e né la parte iniziale dell'attuale navata centrale. La planimetria rettangolare risultava quindi assai più schiacciata di quella odierna. Il portale principale disposto sulla facciata ovest, semplice e lineare sulla quale si apre un oculo nella parte superiore dove si nota il profilo a capanna del tetto,fu costruito nel XVII secolo assieme al secondo portale disposto sul lato sud.

## Struttura interna

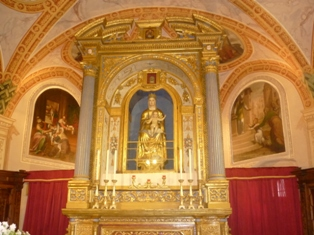
Vergine in trono con Bambino

L'interno è costituito da un'unica navata suddivisa in tre campate da due grandi archi tardo romanici di leggere tendenza gotica che termina in un'abside sempre romanico poligonale, il cui soffitto è suddiviso a vele da una volta a crociera. Appena prima dell'abside si incontrano sui lati due cappelle tardo cinquecentesche: quella di destra rispetto all'abside fu dedicata in un secondo tempo a santa Lucia; mentre quella di sinistra un tempo fu custodia della raffigurazione dell'Assunzione in cielo e Incoronazione della Vergine.
La pianta originale prevedeva solo una campata, che con gli ampliamenti disposti da Ippolito Sgrafignoli nel 1583 fu riprodotta altre due volte, rendendo la suddivisione che tutt'oggi si presenta. Questo, così come l'assenza di affreschi e ornamenti preziosi contemporanei alla costruzione della chiesa, dimostra l'originaria semplicità della struttura, luogo prima di tutto di culto e preghiera. L'unica ricchezza presente, e non successiva alla nascita della chiesa, è la statua della Madonna in trono ancora presente oggi databile infatti alla seconda metà del XV secolo. Il Bambino da lei sorretto fu invece aggiunto più tardi probabilmente in sostituzione di quello originale di cui non si hanno notizie. Alla base della balaustra di marmo (aggiunta nel XVIII secolo assieme alla cantoria, all'organo ed alla ancona dorata in cui ancor oggi si presenta la statua della Vergine) che separa l'ultima campata dall'abside sui due lati, si trova un'iscrizione fatta dipingere da Ippolito Sgrafignoli all'interno di cartigli affrescati che testimoniano la conclusione dei lavori il 3 luglio 1590 ad opera dello stesso.
Le pareti laterali, sempre durante i primi lavori di abbellimento di fine XVI secolo, sono arricchite di decorazioni pittoriche realizzate secondo un progetto unitario che, procedendo da sinistra, una volta entrati dal portale principale, mostra una serie di episodi del ciclo di vita di Maria. Le rappresentazioni sono dipinte su tela eseguite con colori a tempera su fondo in calce che tende ad imitare gli affreschi parietali riproducenti arabeschi, finte architetture e le solenni figure statuarie dei telamoni-erme, rappresentanti, secondo le ultime interpretazioni, i dodici profeti minori. Non tutte le tele sono presenti oggi lungo le pareti, due tra quelle mancanti (raffiguranti la Crocifissione e la Pentecoste) vennero infatti rimosse nel XVIII per la collocazione della cantoria e dell'organo (la sua presenza è attestata solo fino al 1930), pezzi che furono introdotti per rendere più solenni le celebrazioni. Oggi, alla luce dell'ultimo intervento di restauro, si può notare la posizione in cui queste tele un tempo si mostravano in quanto si è deciso di richiamarne l'ubicazione riproducendo solo la continuità tonale con gli arabeschi di sfondo. Un altro dei dipinti mancanti fu sostituito perché troppo danneggiato tra il 1668 ed il 1756 dalla tela raffigurante Santa Lucia (nella cappella di destra) e rappresentava La Visitazione di Maria ad Elisabetta; un altro riproducente la Natività di Gesù era collocato accanto al portale laterale sulla parete sud, rimosso a causa della collocazione del pulpito, recentemente spostato.
Il soffitto originariamente era a capriate lignee con travatura in legno a vista e copertura con piastrelle di cotto mentre oggi si presenta la variante proposta durante i lavori disposti da Ippolito Sgrafignoli: l'intera superficie è ricoperta di 72 formelle di legno dipinte a tempera anch'esse come gli affreschi recentemente restaurate ed impermeabilizzate. Le infiltrazioni d'acqua sono infatti sempre state alcune delle cause principali di danneggiamento dei colori e dei materiali nel corso dei secoli. Al centro di ogni formella è rappresentato il rosone classico di colore giallo scuro mentre attorno ad esso si sviluppano figure mitologiche alate e grottesche.
Su entrambi i lati degli archi romanici divisori, in corrispondenza degli angoli sono rappresentate otto figure umane, quattro femminili e quattro maschili. Le prime si fronteggiano sui lati interni dei due archi e sono state interpretate come raffiguranti le sibille; ognuna regge un rotolo di pergamena su cui è riportata un'iscrizione non leggibile che non  permette quindi di identificare le  sibille con i propri nomi. Le seconde invece sono poste sui lati esterni e guardano quindi rispettivamente il portale principale e l'abside.
Un altro ciclo di affreschi particolarmente importante è quello dato dai cinque tondi presenti nelle vele sul soffitto dell'abside. In ciascun tondo sono rappresentati i profeti maggiori, rispettivamente nei due tondi di destra Ezechiele e Geremia, mentre in quelli di sinistra Isaia e Daniele. Il quinto tondo occupa una posizione centrale e rappresenta abbastanza stranamente il profeta minore Michea mentre sorregge una pergamena riportante la scritta latina “nella casa della polvere cospargetemi di polvere”. L'eccezione viene interpretata come la volontà di trasmettere al visitatore devoto entrando in chiesa un senso di penitenza immediato.